# Megalastrum lasiernos
Megalastrum lasiernos är en träjonväxtart som först beskrevs av Kurt Sprengel, och fick sitt nu gällande namn av Alan Reid Smith och R. C. Moran. Megalastrum lasiernos ingår i släktet Megalastrum och familjen Dryopteridaceae. Inga underarter finns listade.